# Parc Louis-Pasteur
Pour les articles homonymes, voir Pasteur.
Le parc Louis-Pasteur ou parc Pasteur est un jardin public français de quatre hectares, créé en 1927 et situé dans le centre-ville d'Orléans, au nord de la Loire, dans  le département du Loiret et la région Centre-Val de Loire.
Le jardin est situé dans le périmètre de la région naturelle du Val de Loire inscrit au patrimoine mondial de l'UNESCO ; c'est l'un des trois grands jardins d'Orléans avec le parc floral de la Source et le jardin des plantes.
Il tient son nom du scientifique français du XIXe siècle Louis Pasteur, notamment célèbre pour ses travaux sur la vaccination. Il a aussi effectué des travaux sur la transformation du vin en vinaigre, pour lequel la ville d'Orléans est réputée.

## Géographie
À proximité immédiate des lycées Pothier, Jean Zay et Benjamin Franklin, le parc Louis-Pasteur s'inscrit dans un carré formé par les rues Eugène Vignat, Jules Lemaître, Ferdinand Buisson et Pierre Ier de Serbie.
Il est situé dans le quartier Saint-Vincent d'Orléans, à environ 900 mètres au nord de la rive droite de la Loire, dans la région naturelle du Val de Loire.

## Histoire

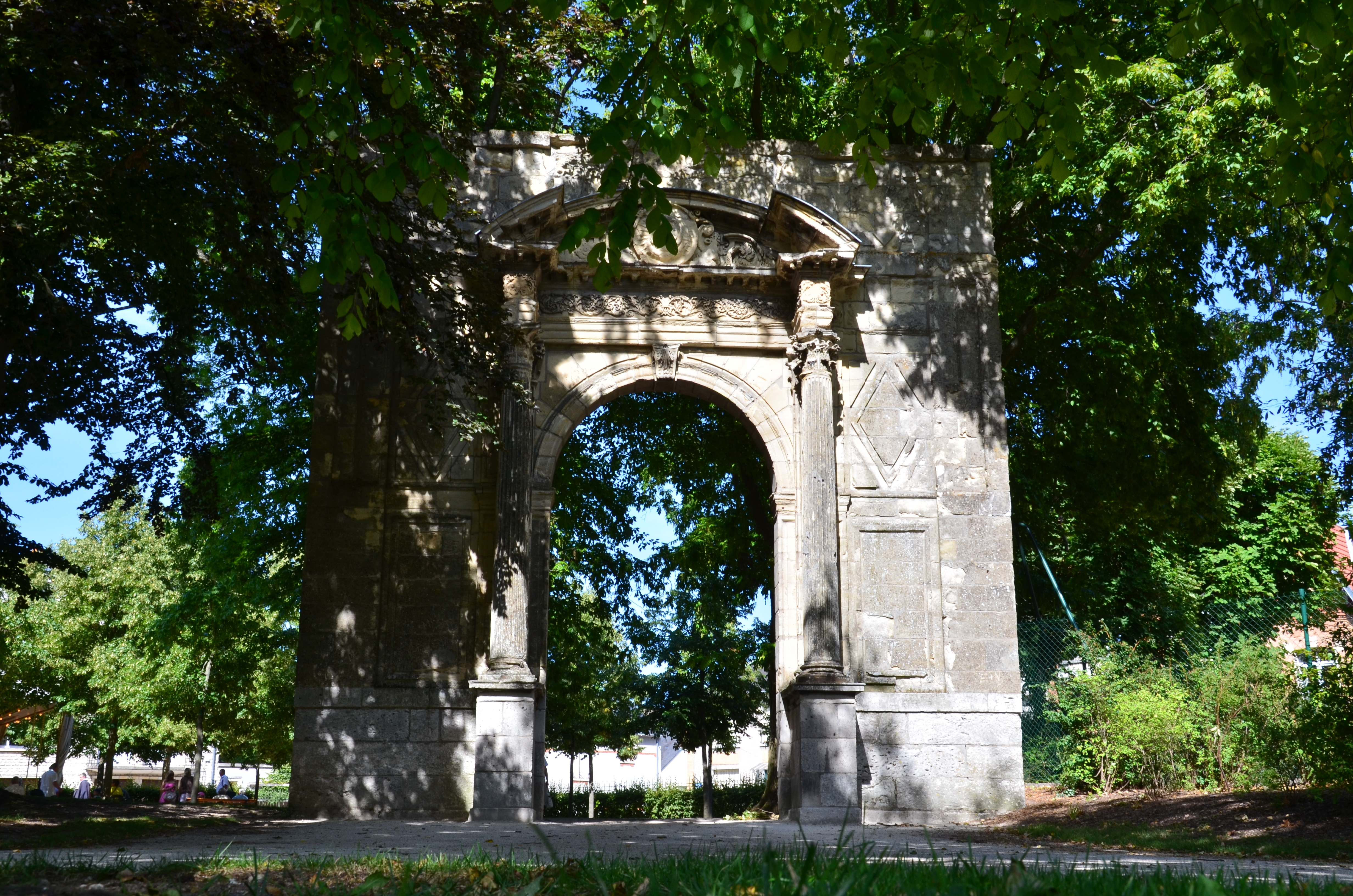
Dans le parc : porte de l'ancienne église Saint-Samson de l'ancien collège des Jésuites, qui était situé dans l'actuelle rue Jeanne-d'Arc.

Le site est consacré à la culture de la vigne jusqu'au milieu du XVIIIe siècle.
En 1786, l'évêque d'Orléans Louis Sextius Jarente de La Bruyère prend la décision de supprimer les cimetières situés à l’intérieur des remparts d'Orléans pour des raisons de salubrité publique. Deux nouveaux cimetières sont créés pour les remplacer et notamment celui du Champ-Carré renommé par la suite Saint-Vincent sur l'emplacement de l'actuel parc Pasteur. La porte sculptée de l’ancienne chapelle Saint-Samson du collège des Jésuites est installée afin de marquer l'entrée du cimetière.
Le cimetière Saint-Vincent est plusieurs fois agrandi au XIXe siècle mais les faubourgs d'Orléans l'encerclant peu à peu, il devient trop exigu. La décision de le fermer est donc prise et il est remplacé par le Grand cimetière d'Orléans qui ouvre en 1896, dans la partie nord de la ville.
Le cimetière Saint-Vincent conserve sa fonction jusqu'en 1903, puis s'ouvre une période de transition de 10 ans durant laquelle les ayants droit peuvent réclamer le transfert des corps.
En 1913, l'idée de la création d'un parc public est brièvement évoqué, mais, à l'approche de la Première Guerre mondiale, les projets de reclassement du site sont ajournés ; des jardins familiaux sont aménagés sur le site jusqu'à la fin de la guerre.
En 1919, les discussions relatives au reclassement du site reprennent et deux projets s'opposent : la création d'un parc public ou la construction d'un complexe sportif. Finalement, après plusieurs années de tergiversation et la création d'un parc des sports sur l'île Arrault, le parc public est créé en 1927. La porte de l’ancienne église Saint-Samson qui marquait l'entrée principale du cimetière Saint-Vincent est déplacée dans le parc pour y servir de décoration,,.
Le parc prend, le 30 janvier 1929, le nom de Louis Pasteur, en signe de reconnaissance pour ce scientifique français, qui, en publiant des travaux sur le ferment du vinaigre, permet de maintenir l'activité des vinaigreries locales,.
En 1930, une stèle est dédiée au roi Pierre Ier de Serbie (qui s'était engagé dans l'armée française en 1870, pour prêter main-forte dans la guerre contre les prussiens). En 1931, le buste en bronze de Léon Chenault est réalisé par Charles Million.
En 1941, on installe un manège de chevaux de bois.
En 1951, la ville jumelée américaine de Wichita (Kansas) offre un train miniature à la ville d’Orléans. Il devient fonctionnel lors des fêtes johanniques de 1952.
En 1970, le monument des résistants et déportés du Loiret d’André Bordes est installé à l’angle nord-ouest du jardin.
En 1978, un théâtre de marionnettes est créé à l’angle sud-ouest du jardin ; son activité s'interrompt durant deux ans au début des années 1980 puis son exploitation est confiée à l’association La tortue magique qui y organise des spectacles.
À partir de 1990, La tortue magique organise un festival dans le parc.

## Description

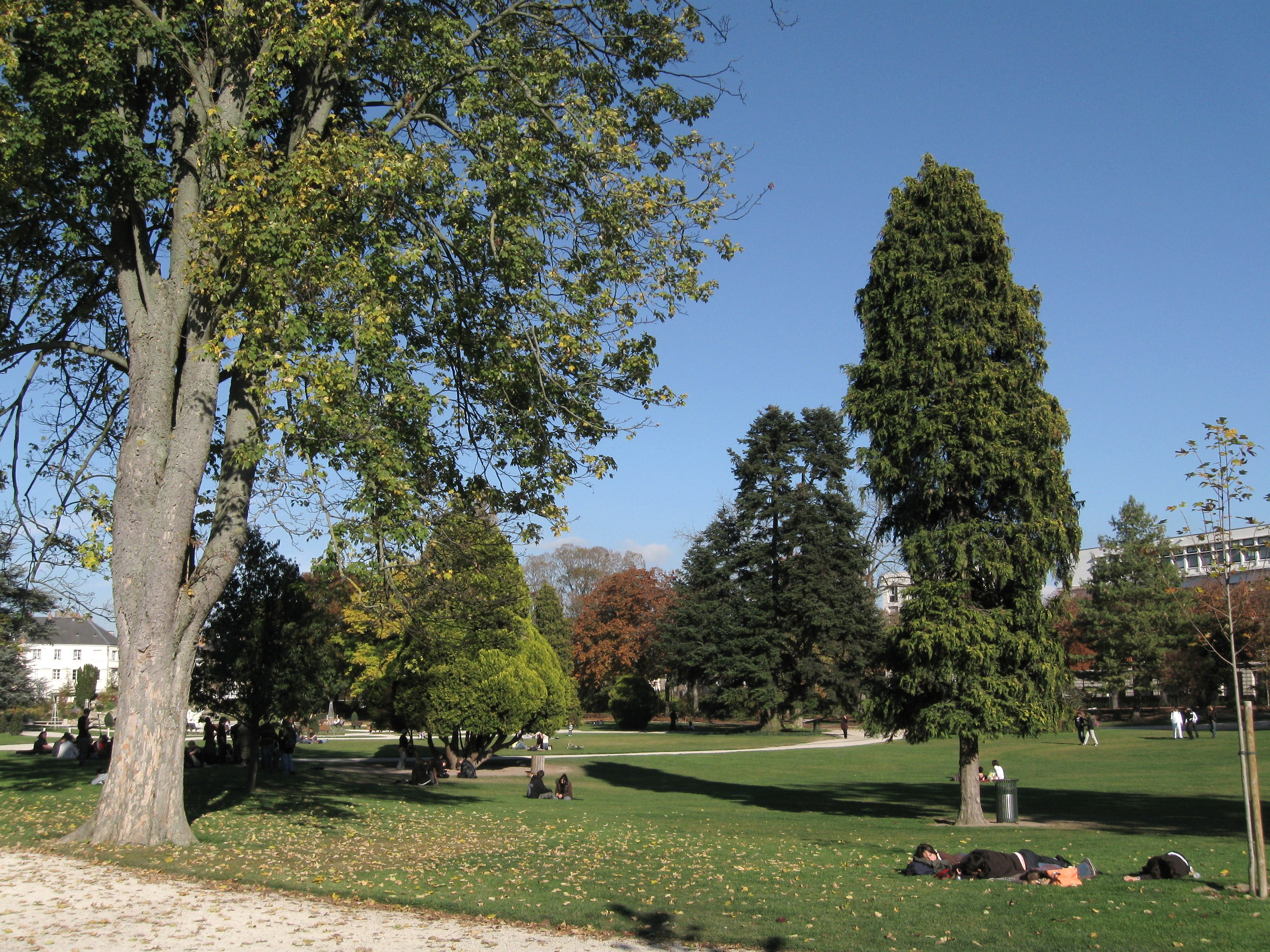

Le parc Louis-Pasteur est dessiné selon les plans de l'architecte paysagiste Édouard Gitton et les premières essences forestières choisies par les horticulteurs Eugène Turbat, Léon Chenault et René Barbier.
D'une topographie plane, à 110 mètres d'altitude environ, le parc est organisé en une partie de jardin à la française, avec des allées et massifs traditionnels autour du bassin à bateaux miniatures, et une partie plus paysagère avec de grands arbres et de grandes pelouses. Il est agrémenté d'une fontaine découlant sur un bassin, aligné dans l'axe de la cathédrale Sainte-Croix d'Orléans.
Attribuées à titre de dépôt à la ville d'Orléans par le musée du Louvre, deux statues agrémentent le jardin, La Source humaine de Félix Charpentier et Le Premier Toit de Maxime Real del Sarte,. La ville d'Orléans a pour sa part apporté les sculptures suivantes : Femme nue terrassant l'Aigle de Villeau, La Sculpture, marbre de Léon Fagel, L'Homme au Loup, marbre de Georges Jacquot. Un mémorial à Jean Zay, œuvre des plasticiens Anne et Patrick Poirier, y est installé en 2023.
Plusieurs arbres du parc portent le label arbre remarquable. On peut notamment découvrir des hêtres pleureurs, un Ginkgo biloba, un cèdre Bleu ou un cèdre de l'Himalaya.
Le parc est équipé d'un manège, d'un petit train et d'un terrain de tennis. Le petit train, offert par la ville jumelle de Wichita, est parfois à l'arrêt pour cause d'entretien.
La compagnie théâtrale de La tortue magique se produit dans le parc au travers de pièces de théâtre ou du théâtre de marionnettes.
Le parc est ouvert de 7h30 à 18h30 du 1er février au dernier dimanche de mars ; de 7h30 à 20h après le dernier dimanche de mars jusqu'au dernier dimanche de septembre ; de 7h30 à 18h30 après le dernier dimanche de septembre jusqu'au 31 octobre et de 8h à 17h30 du 1er novembre au 31 janvier.
Les stations Halmagrand et Palais des sports du système de vélos en libre-service Vélo'+ sont situées à proximité du parc.